# Cercospora myrti
Cercospora myrti är en svampart som beskrevs av Erikss. 1885. Cercospora myrti ingår i släktet Cercospora och familjen Mycosphaerellaceae.   Inga underarter finns listade i Catalogue of Life.